# Obscene Repressed
Obscene Repressed är det franska brutal death metal-bandet Benighteds nionde studioalbum, utgivet i april 2020 på Season of Mist. Albumet gavs även ut i begränsad boxsetutgåva.
Två nya medlemmar hade tillkommit sedan Necrobreed: Fabien Desgardins, som ersatte mångårige gitarristen Olivier Gabriel, samt trummisen Kévin Paradis som ersatte Romain Goulon.
Obscene Repressed gästades bland andra av Jamey Jasta (Hatebreed) som bidrog med gästsång.
Musikvideor spelades in till "Nails" och "Casual Piece of Meat".

## Låtlista
1. "Obscene Repressed" – 2:26
2. "Nails" – 3:21
3. "Brutus" – 2:49
4. "The Starving Beast" – 3:07
5. "Smoke Through the Skull" – 2:59
6. "Implore the Negative" – 4:05
7. "Muzzle" – 2:43
8. "Casual Piece of Meat" – 4:04
9. "Scarecrow" – 2:57
10. "Mom, I Love You the Wrong Way" – 3:56
11. "Undivided Dismemberment" – 2:28
12. "Bound to Facial Plague" – 3:29

Bonusspår på digiboxutgåvan
1. "The Rope"– 3:04
2. "Get This" (Slipknot-cover) – 1:56

## Medverkande
Musiker
- Julien Truchan – sång
- Emmanuel Dalle – gitarr
- Fabien Desgardins – gitarr
- Pierre Arnoux – basgitarr, bakgrundssång
- Kévin Paradis – trummor

Bidragande musiker
- Sebastian "Grimo" Grihm – sång
- Karsten Jäger – sång
- Jamey Jasta – sång

Produktion
- Kristian Kohlmannslehner – producent, inspelningstekniker, mixning, mastering
- Nick Bellmore – inspelningstekniker
- Tom Porcell – mastering
- Róbert Borbás – albumkonst
- Sven de Caluwé – layout
- Anthony Dubois – foto